# Crioprotecció

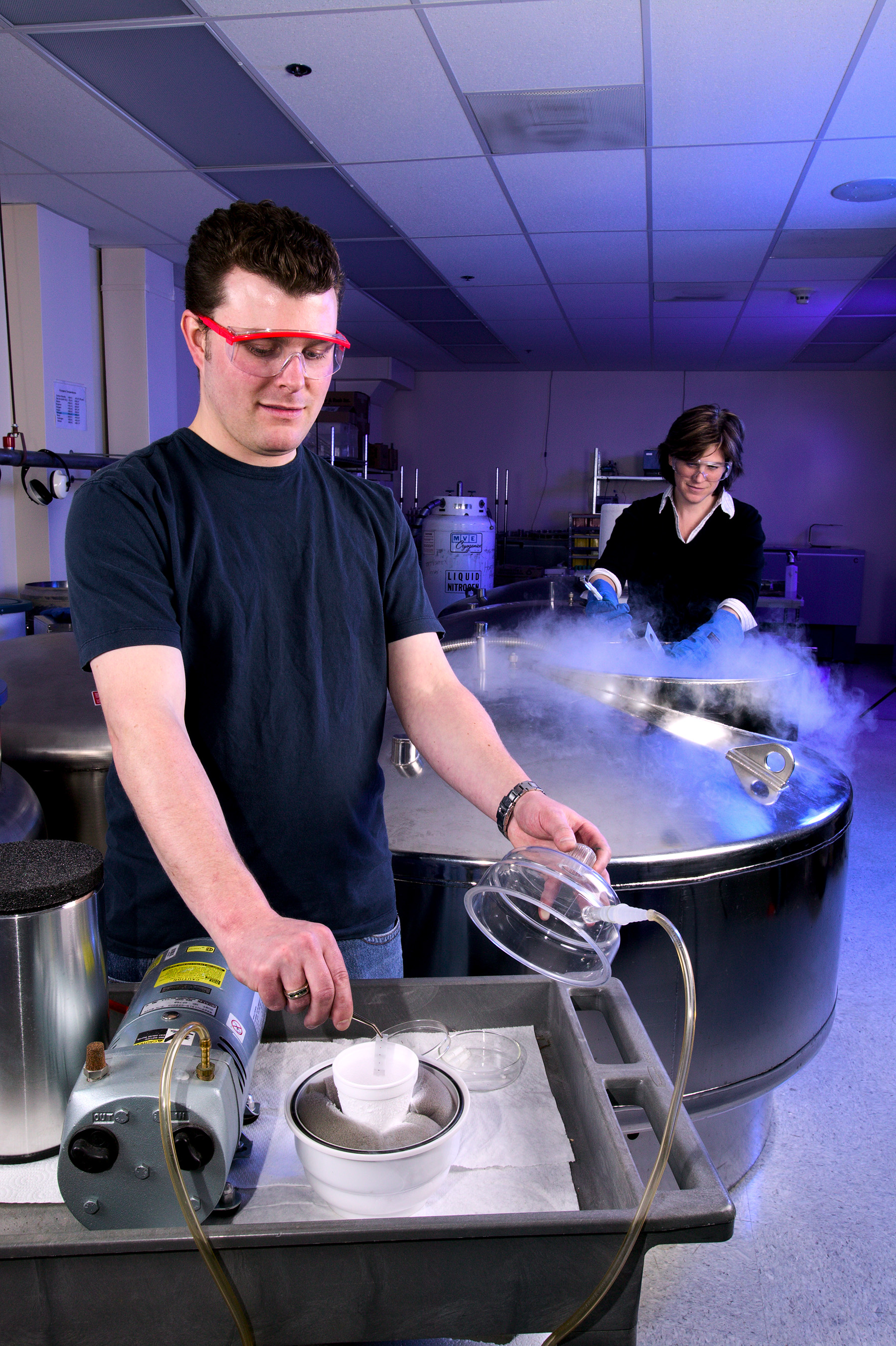
Crioprotecció de brots de plantes. En el dipòsit obert hi ha nitrogen líquid.

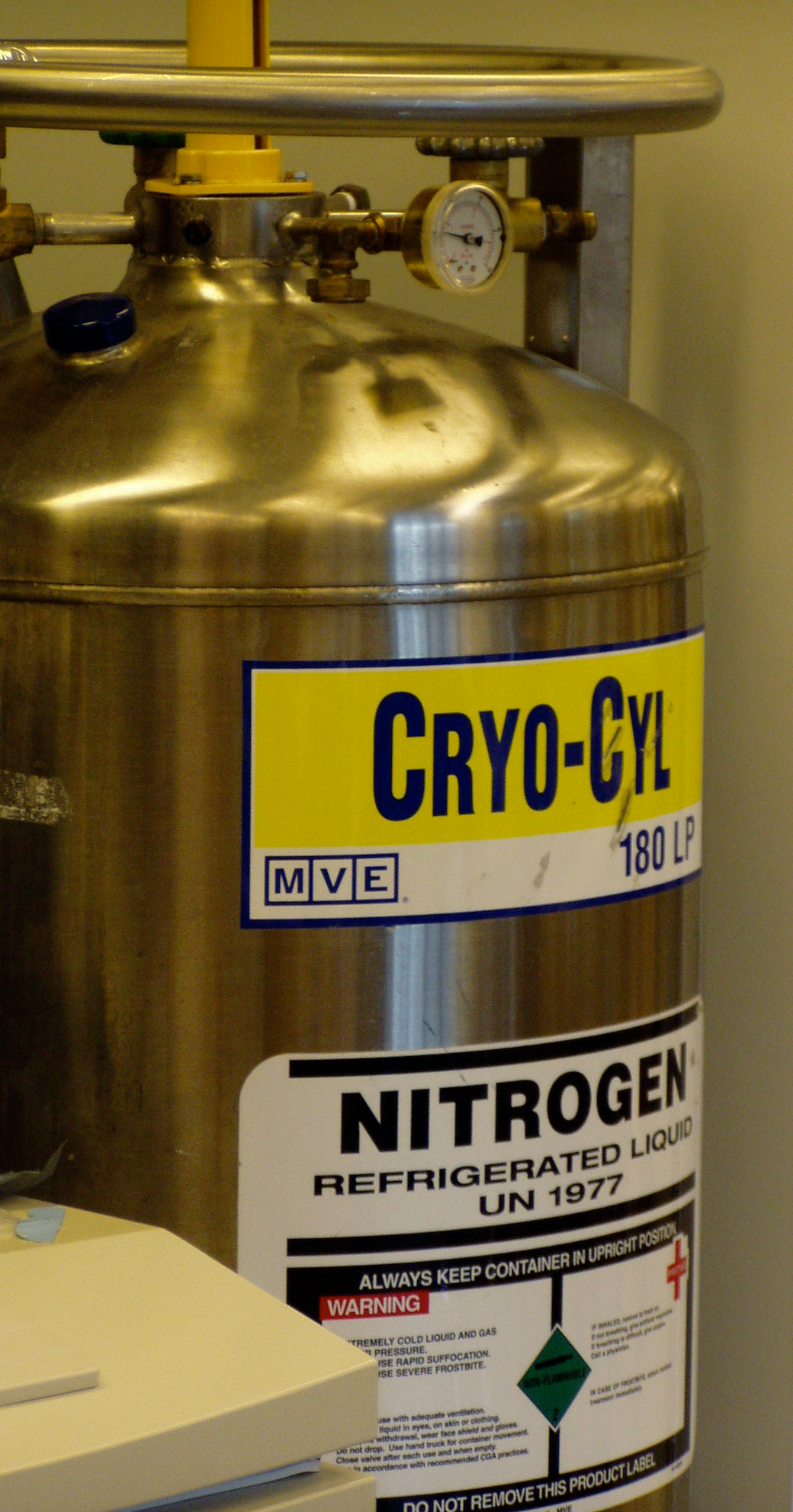
Dipòsit de nitrogen líquid usat per subministrar un congelant a −150 °C.

La crioprotecció (en anglès: cryopreservation, cryoconservation) és un procés on les cèl·lules biològiques de tot un teixit es conserven per refredament fins a temperatures per sota dels 0 °C, típicament de 77 K o, cosa equivalent, de −196 °C (el punt d'ebullició del nitrogen líquid). A aquestes temperatures tan baixes qualsevol activitat biològica, incloent les de les reaccions bioquímiques que podrien portar la mort cel·lular estan efectivament aturades. Tanmateix quan les solucions crioprotectores no es fan servir, les cèl·lules que són conservades tenen sovint danys durant la congelació o l'escalfament a la temperatura d'una habitació.

## Temperatura
L'emmagatzemament criogènic a temperatures molt baixes es presumeix que proporcionen una longevitat indefinida, si és que no ho és prop de l'infinit, a les cèl·lules, encara que la durada de la longevitat real és difícil de provar. En experiments fets amb llavors seques els investigadors van trobar una gran variabilitat en el deteriorament de les mostres mantingudes a diferents temperatures de congelació fins i tot entre les temperatures més baixes. Les temperatures per sota del punt de transició vítria (Tg) de les solucions de poliols en aigua (al voltant de –136 °C) sembla que es troben dins del rang en el qual l'activitat del metabolisme molt substancialment disminueix, i - 196 °C (fase líquida del nitrogen líquid) és la temperatura preferida per l'emmagatzemament d'espècimens importants. En moltes ocasions es fan servir aparells de refrigeració similars als domèstics però calen les temperatures del nitrogen líquid ultra fred a -196 °C per conservar amb èxit les estructures biològiques més complexes que fan que s'aturi virtualment tota activitat biològica.

## Teixits congelables
En general, la crioconservació és més fàcil per a mostres menudes i petits grups de cèl·lules individuals, perquè aquestes es poden congelar més ràpidament i requereixen menys quantitat de crioprotectors tòxics. Per tant, la crioconservació i emmagatzemaments d'òrgans humans com el fetge o el cor encara estan lluny d'aconseguir-se.
Entre els exemples de materials que es poden crioconservar hi ha:
- Semen
- Sang
  - Cèl·lules especials per les transfusions
  - Cèl·lules mare.[2]
  - Sang del cordó umbilical
- Mostres de teixits com els tumorals i seccions histològiques
- Oòcits
- Embrió que tinguin 2, 4 o 8 cèl·lules quan es congelen
- Teixit de l'ovari
- Llavors de plantes per a la conservació de les plantes d'on provenen per evitar els efectes de l'erosió genètica.

A més es fan esforços per la conservació de tot el cos humà criogènicament, conegut com la criònica.